# Alexander Juljewitsch Grosberg
Alexander Juljewitsch Grosberg (russisch Александр Юльевич Гросберг; * 2. Februar 1949 in Moskau) ist ein sowjetischer Polymerphysiker, Biophysiker und Hochschullehrer.

## Leben
1972 schloss Grosberg sein Physik-Studium am Lehrstuhl für Elektrodynamik und Quantenphysik der Physik-Fakultät der Lomonossow-Universität Moskau ab. Darauf arbeitete er bis 1999 im Semjonow-Institut für Chemische Physik der Akademie der Wissenschaften der UdSSR in Moskau. Unter der wissenschaftlichen Betreuung von Ilja Lifschiz wurde Grosberg vom Kapiza-Institut für Physikalische Probleme 1975 zum Kandidaten der Wissenschaften promoviert. Zusammen mit Ilja Lifschiz und A. R. Chochlow erarbeitete er eine Theorie des Knäul-Tröpfchen-Übergangs in Polymeren und Biopolymersystemen unter Benutzung der Konformationsentropie und der Dichtefunktionaltheorie. 1982 wurde er von der Lomonossow-Universität Moskau zum Doktor der Wissenschaften promoviert. 1989–1993 lehrte Grosberg Biophysik am Moskauer Institut für Physik und Technologie.
1993–1999 arbeitete Grosberg am Massachusetts Institute of Technology (MIT) in der Gruppe von Toyoichi Tanaka. Tanaka und Grosberg betreuten die Doktorarbeit von Vijay S. Pande. 1999 wurde Grosberg Professor für Physik an der University of Minnesota. 2008 wurde er Professor für Physik der New York University.
Grosbergs Arbeitsschwerpunkte sind Probleme der Proteinfaltung und der Desoxyribonukleinsäure (DNA), Phasenübergänge in Polymersystemen, Knotenbildung der Makromoleküle, heterogene Polymere, Polymergele und Flüssigkristalle.

## Werke (Auswahl)
- A. Yu. Grosberg, A. R. Khokhlov: Statistical Physics of Macromolecules. Springer, 1994, ISBN 978-1-56396-071-0.
- A. Y. Grosberg, A. R. Khokhlov: Giant Molecules: Here, There, and Everywhere. Academic Press, 1997, ISBN 0-12-304130-9.
- A. Grosberg (Hrsg.): Theoretical and Mathematical Models in Polymer Research. Academic Press, 1998, ISBN 0-12-304140-6.

## Ehrungen
- Fellow of the American Physical Society (APS)
- Humboldt-Forschungspreis (2006)[3]
- APS Outstanding Referee Award (2008)[4]